# Húng lìu
Húng lìu là hỗn hợp gia vị gồm bốn hoặc năm loại gia vị dùng trong ẩm thực Việt Nam,   dùng để tẩm ướp cho các loại thịt, các món ăn giúp làm tăng thêm hương vị cho món ăn. Tên húng lìu được đặt tên theo húng quế ngọt.

## Thành phần
Húng lìu thường bao gồm bốn thành phần được nghiền thành bột mịn:
- Quế đơn (khác với quế Thanh)
- Đại hồi
- Thảo quả
- Đinh hương

Một số công thức nấu ăn yêu cầu năm thành phần, với việc thêm hạt húng quế.
Thành phần ít phổ biến hơn có thể bao gồm:
- Tiểu hồi hương
- Ngọc khấu (Myristica Fragrans)
- Tiêu đen
- Trần bì (tức vỏ quýt (Citrus reticulata) phơi khô tán thành bột)
- Hạt mùi gai

## Sử dụng
Ở miền bắc Việt Nam, húng lìu thường được dùng cho các loại thực phẩm rang và quay, chẳng hạn như lợn quay và đậu phộng rang giòn (lạc rang húng lìu).
Húng lìu và bột ngũ vị hương có thành phần tương tự và có thể được sử dụng thay thế để ướp tẩm  cho các món thịt. Tuy nhiên, húng lìu khác với sự pha trộn gia vị Quảng Đông nổi tiếng trên ở  tỉ lệ của mỗi thành phần và cách trộn,  do đó tạo ra một hương vị riêng biệt.
Vào cuối những năm 1920, vài nơi nấu phở đã thử nghiệm dùng thêm húng lìu như một phần của xu hướng "phở cải lương" nhưng chỉ trong thời gian ngắn ngủi.